# Leichtathletik-Weltmeisterschaften 2022/Teilnehmer (Grenada)
| Goldmedaillen | Silbermedaillen | Bronzemedaillen |
| ------------- | --------------- | --------------- |
| 1             | 1               | —               |

Der Leichtathletikverband von Grenada nahm an den Leichtathletik-Weltmeisterschaften 2022 in Eugene mit drei Athleten teil.

## Medaillengewinner
| Medaille | Athlet          | Disziplin |
| -------- | --------------- | --------- |
| Gold     | Anderson Peters | Speerwurf |
| Silber   | Kirani James    | 400 m     |

## Ergebnisse

### Männer

#### Laufdisziplinen
| Athlet       | Disziplin | Vorlauf | Vorlauf | Halbfinale | Halbfinale | Finale  | Finale |
| Athlet       | Disziplin | Zeit    | Platz   | Zeit       | Platz      | Zeit    | Platz  |
| ------------ | --------- | ------- | ------- | ---------- | ---------- | ------- | ------ |
| Kirani James | 400 m     | 45,29 s | 03      | 44,74 s    | 04         | 44,48 s | Silber |

#### Sprung/Wurf
| Athlet          | Disziplin | Qualifikation | Qualifikation | Finale     | Finale |
| Athlet          | Disziplin | Weite/Höhe    | Platz         | Weite/Höhe | Platz  |
| --------------- | --------- | ------------- | ------------- | ---------- | ------ |
| Anderson Peters | Speerwurf | 89,91 m       | 01            | 90,54 m    | Gold   |

#### Zehnkampf
| Athlet        | Disziplin | 100 m   | Weitsprung | Kugelstoßen | Hochsprung | 400 m   | 110 m Hürden | Diskuswurf | Stabhochsprung | Speerwurf  | 1500 m         | Punkte  | Platz |
| ------------- | --------- | ------- | ---------- | ----------- | ---------- | ------- | ------------ | ---------- | -------------- | ---------- | -------------- | ------- | ----- |
| Lindon Victor | Ergebnis  | 10,78 s | 7,26 m     | 16,29 m SB  | 2,02 m     | 49,27 s | 14,76 s      | 53,92 m    | 4,80 m SB      | 66,20 m SB | 4:47,22 min SB | 8474 SB | 5     |
| Lindon Victor | Punkte    | 910     | 876        | 869         | 822        | 849     | 879          | 952        | 849            | 832        | 636            | 8474 SB | 5     |